# 태양

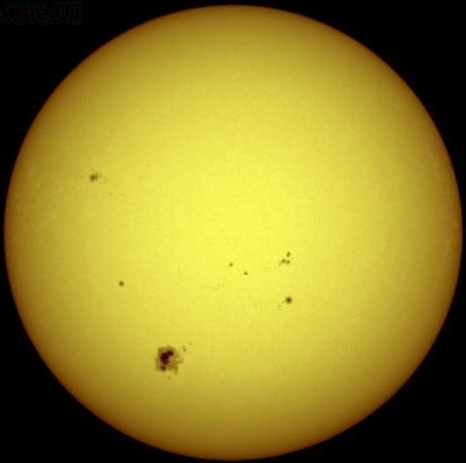
1992년에 촬영한 태양의 모습. 태양 표면에 있는 흑점이 보인다.

태양(太陽, 영어: Sun, Sol)은 태양계의 중심에 있으며 지구에서 가장 가까운 항성이다. 본래 한국어로 보통 해라고 한다. 지구를 비롯한 여러 행성과 소행성, 유성, 혜성 등의 천체가 태양을 중심으로 돌고 있다. 지구는 태양을 일정한 궤도로 공전하고 있으며, 그렇기 때문에 지구에서 바라보는 태양은 연중 일정한 궤도를 운행하는 것처럼 보인다. 이 궤도를 황도라 하고 이 운동을 연주운동이라 한다. 지구는 태양을 공전하는 것 외에도 스스로 24시간에 1회 서에서 동으로 자전하기 때문에, 지구 표면에서 관측하는 사람의 눈에는 태양이 동쪽 지평선에서 떠올라 일정 시간 동안 하늘을 서쪽으로 횡단한 뒤 서쪽 지평선 아래로 지는 것처럼 보인다.
현재 태양의 나이는 약 45억 6721만년이고 핵우주 연대학에 따르면 45억 6720만년 전에 형성되었다. 분광형은 G2V이며 비공식적으로 "노란색 별"로 불리는데, 그 이유는 태양이 지구에서 황색으로 보이기 때문이다. 실제로는 가시광 복사가 스펙트럼상 초록 부분에서 가장 강렬하다. 다만 실제로 우주에서 보면 태양은 g형 주계열성이므로 흰색으로 보인다. 이 분광형 표시에 있어서 G2는 태양 표면의 유효 온도가 약 5,778K(켈빈)임을, V는 우주의 다른 대다수 별과 마찬가지로 태양이 원자 핵융합을 통해 에너지를 생산하는 주계열성임을 뜻한다. 태양은 중심핵에서 초당 4억 3천만~6억 톤의 수소를 태운다. 태양은 천문학자들에게 있어 한때는 작고 상대적으로 눈에 띄지 않는 별이었으나 이제는 우리 은하 별들 중에서 밝은 축에 드는 존재로 인정되고 있다. 우리 은하 별 대부분(90퍼센트)은 작고 어두운 적색 왜성이기 때문이다. 이들은 아무리 밝아도 태양 밝기의 10%에 불과하다. 태양의 지름은 약 139만 2천 km(1,392,000km)로 지구보다 109배 더 길며, 질량은 2×1030 kg으로 지구보다 약 33만 배 더 무겁고, 부피 또한 지구의 144만 배이다. 따라서 태양계 전체 질량의 약 99.86%를 차지한다.
태양 질량의 약 75%는 수소, 나머지 25%는 대부분 헬륨이다. 총질량 2퍼센트 미만이 산소, 탄소, 네온, 철 같은 무거운 원소들로 이루어져 있다. 태양의 뜨거운 코로나는 우주 공간으로 연속적으로 뻗어 있으며, 여기에서 대략 100천문 단위 거리의 태양 권계면까지 뻗어 있는, 대전(帶電)된 입자의 흐름인 태양풍이 만들어진다. 태양풍이 만들어 낸 성간 매질 속 거품 구조인 태양권은 태양계 내에서 가장 거대한 구조이다. 태양은 백색광을 내지만 지구 표면에서 볼 때 파란색 빛이 일으키는 대기 산란 때문에 노란색으로 보일 수 있다. 태양은 지구와 대략 1억 4960만 킬로미터(1천문단위) 떨어져 있으나, 정확히는 지구가 매년 1월에 근일점에 도달해 가장 가까워지고 7월에는 원일점에 도달해 가장 멀어진다. 빛이 태양을 출발하여 이 거리를 지나 지구까지 오는 데에는 약 8분 19초가 걸린다. 태양의 절대 등급은 +4.83이나 지구에 매우 가깝기 때문에 겉보기 등급은 -26.74로 아주 밝게 보인다.
태양은 우리 은하 중심을 약 24,000~26,000광년 거리에 두고, 은하계 북극 방향에서 볼 때 시계 방향으로 약 2억 2천 5백만~2억 5천만 년에 1회 돌고 있다. 우리 은하가 우주 배경 복사(CMB)에 대하여 물뱀자리 방향으로 초당 550킬로미터 속도로 움직이고 있기 때문에, 태양의 우주 배경 복사에 대한 종국적 속도는 컵자리 또는 사자자리 방향으로 초당 370킬로미터가 된다. 태양은 현재 우리 은하 오리온 팔의 안쪽 경계 내 국부 거품 영역의 국부 항성간 구름 속을 여행하고 있다. 태양에서 17광년 이내 가까운 별 50개 중 태양은 네 번째로 무거운 별이다.
지구에 도착한 햇빛 에너지는 식물의 광합성을 일으켜 거의 모든 지구상 생명체의 생존을 가능하게 하며 지구의 날씨 및 기후를 만든다. 인류는 선사 시대 이래로 태양이 지구에 미치는 막대한 영향 및 중요성을 알고 있었으며 일부 문화권에서는 태양을 신으로 숭배하기도 했다. 태양에 대한 정확한 과학적 지식의 발달 속도는 느렸으며 19세기까지도 천문학자들은 태양의 물리적 조성 및 에너지 원천에 알아낸 것들이 별로 많지 않았다. 현대에도 태양에 대해 모든 것이 밝혀진 것은 아니며 태양의 불규칙한 활동(태양의 점)이 일어나는 원인은 아직까지 명확히 밝혀지지 않고 있다.

## 특성

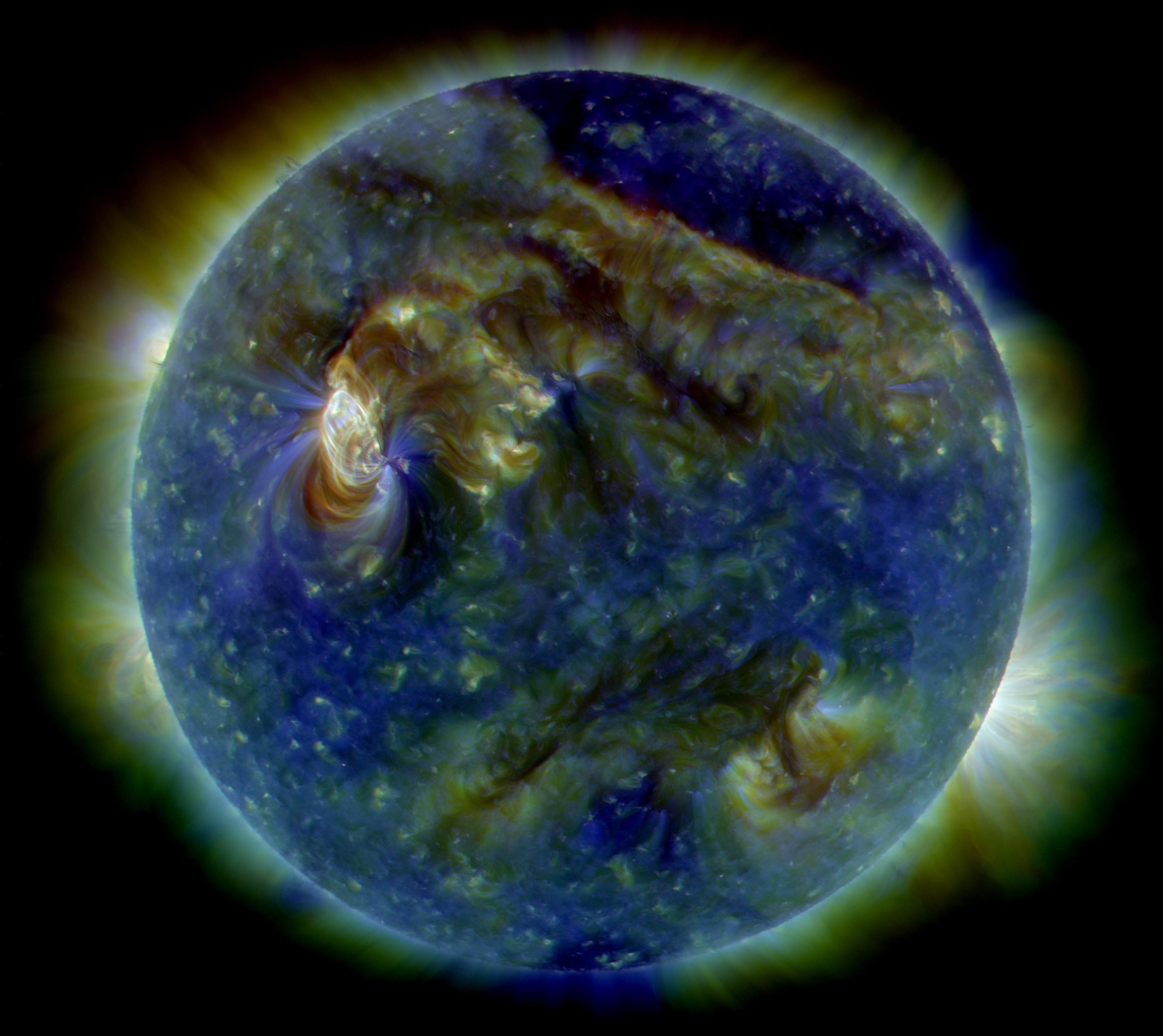
C3형 태양 플레어(좌상단 흰 부분), 태양 쓰나미(우상단 물결처럼 생긴 구조), 표면 위로 솟아오른 자기장 끈 구조 다수를 보여주는 태양.

태양의 내부 구조.
1. 중심핵
2. 복사권
3. 대류권
4. 광구
5. 채층
6. 코로나
7. 흑점
8. 쌀알 조직
9. 홍염

태양의 표면은 대부분 수소(전체 질량의 약 74%, 전체 부피의 92%)와 헬륨(약 24~25%의 질량, 7%의 부피), 그밖에 철을 비롯한 니켈, 산소, 규소, 황, 마그네슘, 탄소, 네온, 칼슘, 베릴륨, 크로뮴 등으로 구성되어 있다.
태양은 태양계 총질량 99.8632%를 차지하는 G형 주계열성으로 분광형은 G2V이다. 'G2'는 표면 온도가 약 5,860 K으로 맨눈에 보이는 태양은 흰색을 띠게 된다. 그러나 태양빛이 대기를 지나면서 산란되어 노란색으로 보일 때가 있다. 이는 청색 광자가 선택적 산란으로 흩어지면서(하늘이 푸른 것은 이 때문이다.) 남은 적색을 상쇄시키지 못하기 때문이다. 이 때문에 태양이 낮게 떠 있을 때에는, 주황색이나 적(赤)색을 띠기도 한다.
편평도는 약 900만 분의 1이고 이는 태양의 양극간 지름과 적도 지름이 불과 10킬로미터밖에 차이나지 않음을 뜻한다. 태양은 플라스마가 뭉친 상태로 존재하기 때문에 딱딱한 고체가 아니다. 또한 태양은 극보다 적도에서 자전 속도가 더 빠르게 나타난다. 이를 차등 회전이라 부르며 태양 내부 대류 및 질량 이동의 원인이 된다(태양 중심부에서 외곽부로 나가면서 급격한 온도 그래디언트를 보여주기 때문이기도 하다). 이 질량은 태양 북극 방향에서 볼 때 태양의 시계 반대방향 각운동량 일부를 옮겨 각운동량을 재배분한다. 이 ‘실제 자전’ 주기는 적도에서 약 25.6일, 극에서 약 33.5일이다. 그러나 지구가 태양을 돌면서 우리가 태양을 바라보는 위치는 변하기 때문에 적도상에서 우리 눈에 보이는 ‘겉보기 자전’ 주기는 약 28일이다. 이처럼 느린 자전에서 나오는 원심력 효과는 태양 적도상 표면 중력 18분의 1에 지나지 않는다. 행성의 조석 효과는 더 약하여 태양 겉모양에 별다른 영향을 미치지 못한다.
태양은 항성종족 I에 속하며 중원소가 풍부한 별이다. 천문학 분야에서 ‘중원소’ 혹은 ‘금속’은 수소와 헬륨보다 무거운 모든 원소를 부르는 말이다. 가까운 곳에서 발생한 하나 혹은 그 이상의 초신성 폭발로 태양의 탄생 과정이 발동되었다고 추측된다. 이는 태양계에 금이나 우라늄과 같은 중원소가 소위 항성종족 II 별들에 비해 풍부하게 존재함을 통해 알 수 있다. 이 원소들은 대부분 초신성 단계에서 에너지 흡수성 핵반응이 일어나 만들어졌거나, 질량 큰 2세대 별 내부에서 중성자 흡수를 통한 핵변환으로 생겨났을 것이다.
태양은 암석 행성들과는 달리 명확한 바깥 경계가 없고 태양의 가스층 밀도는 중심부에서 멀어질수록 기하급수적으로 낮아진다. 그럼에도 불구하고 태양 내부는 그 성질이 명백히 구별되는 층으로 나뉘어 있다. 태양 반지름은 중심부에서 광구 바깥면까지 측정한다. 광구 최외곽층은 단순히 말하자면 가스 온도가 낮아 막대한 양의 빛을 복사할 수 없는 곳이다. 따라서 태양 표면은 맨눈으로 보이는 곳까지만을 말한다.
태양 내부를 눈으로 직접 볼 수는 없으며 태양 자체도 전자기 복사에 대해서 불투명하다. 그러나 지진학에서 지구 내부 구조를 밝히기 위해 지진이 만든 파장을 이용하는 것과 마찬가지로, 성진학에서는 태양 내부를 관통하는 초저주파음을 이용하여 태양 내부 구조를 분석하고 시각화한다. 태양 깊은 내부를 연구할 목적으로 컴퓨터 모델링을 이론적 도구로 사용하기도 한다.

### 핵

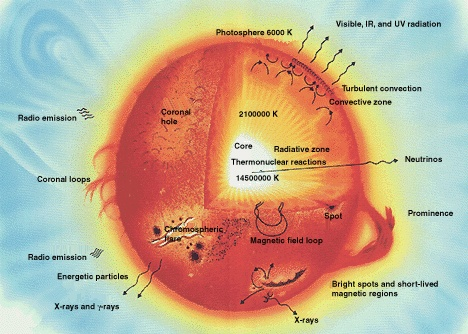
태양형 항성 내부 구조.(NASA)

태양핵은 태양 반지름 중 중심에서 약 20 ~ 25 퍼센트 거리의 영역이다. 중심부의 밀도는 물의 150배이며 온도는 13,600,000K이다(반면 태양 표면은 약 5,800켈빈 수준이다). 최근 SOHO의 분석에 따르면 중심핵 부분은 그 위 복사층보다 빠르게 자전하고 있다고 한다. 태양은 일생 대부분의 기간 동안 양성자-양성자 연쇄 반응이라는 이름의 핵융합으로 에너지를 만든다. 이 과정을 통해 수소는 헬륨으로 변환된다. 태양 내부에서 생산된 헬륨 중 2퍼센트 미만은 CNO 순환을 통해 만들어진다.
중심핵은 핵융합을 통해 감지 가능한 수준의 열을 만드는 유일한 장소이다. 태양 중심에서 반지름 24퍼센트 지점까지 태양 에너지의 99퍼센트가 생산되고 반지름 30퍼센트 지점에서 융합 작용은 거의 멈춘다. 30퍼센트부터 최외곽까지 나머지 부분은 중심핵과 핵 바로 바깥 층에서 바깥으로 전달되는 에너지로 가열된다. 핵에서 융합을 통해 만들어진 에너지는 층 여러개를 통과한 뒤 광구에 도착하고, 햇빛 또는 입자들의 운동 에너지 형태로 우주로 달아난다.
양성자-양성자 연쇄 반응은 태양 중심핵에서 매초 약 9.2×1037회 일어난다. 이 반응은 양성자 4개(수소 원자핵)를 사용하기 때문에, 매초 3.7×1038개 또는 약 5.945×1011kg의 양성자를 알파 입자(헬륨 원자핵)로 바꾼다.(태양에 있는 자유 양성자의 총량은 ~8.9×1056개이다) 수소를 헬륨으로 융합하면서 0.7퍼센트의 융합된 질량을 에너지로 방출하므로, 태양은 초당 426만 메트릭 톤의 질량-에너지 전환율로 에너지를 방출하는데, 이는 384.6요타와트 또는 초당 9.192×1010메가톤 TNT에 해당하는 위력이다. 이 질량은 에너지를 만들어내면서 소멸하지는 않으며 대신 복사 에너지 형태로 전환된다(이는 물질과 에너지의 등가 원리 개념에 따른 결과이다).
중심핵에서 융합을 통해 생산되는 단위시간당 에너지 생산량은 태양 중심부에서 떨어진 거리에 따라 다양하다. 모형을 이용하여 측정한 태양 중심부에서 융합되는 힘은 약 276.5와트/m3로, 이는 원자폭탄보다는 도마뱀의 신진대사량에 보다 걸맞은 일률이다. 태양이 막대한 에너지를 생산하는 이유는 단위 부피당 일률이 높아서가 아니라 태양 자체가 엄청나게 크기 때문이다.
중심핵에서의 융합 속도는 ‘자기 수정적 균형 상태’에 있다. 융합 속도가 약간 빨라지면 중심핵은 더 뜨겁게 가열되며 중심핵 위층의 무게에 거슬러 근소하게 팽창하고, 융합 속도는 감소하며 섭동 상태는 원래대로 복구된다. 융합 속도가 조금 줄어들면 중심핵은 차가워지면서 조금 쭈그러들고, 융합 속도는 상승하면서 원래 상태로 복귀한다.
융합 작용으로 풀려나온 감마선(고에너지 양성자)은 수 밀리미터밖에 되지 않는 태양 플라스마에 흡수되었다가 일정치 않은 방향으로 재방출된다(이 때 감마선의 에너지는 흡수되기 전보다 약간 줄어든다). 따라서 감마선이 태양 표면까지 닿는 데에는 오랜 시간이 걸린다. 이 ‘양성자의 여행 시간’은 약 1만 ~ 1만 7천 년이다.
대류권 바깥층부터 투명한 광구 ‘표면’까지 마지막 여행을 한 후 광자는 가시광선 형태로 태양을 탈출한다. 태양핵에 있는 감마선 하나는 우주로 탈출하기 직전에 수백만 가시광선 형태의 광자로 바뀐다. 중성미자들도 핵에서 일어난 융합작용으로 방출되나 광자와는 달리 중성미자들은 물질과 거의 상호 반응하지 않아 태양을 즉시 떠날 수 있다. 오랜 기간 동안 태양에서 만들어진 중성미자의 개수는 예상치 1천 분의 1에 불과했다. 최근 중성미자 진동 효과를 발견함으로써 이 불일치에 대한 의문이 해결되었다. 태양은 이론상 예측된 양과 같은 중성미자를 방출하나 중성미자 감지기들이 방출량의 2/3를 놓쳤으며 이는 중성미자들이 맛깔을 바꾸어 놓았기 때문이다.

### 복사층
태양 반지름 0.25 ~ 0.7배에 해당되는 층에서 태양 내부 물질은 뜨겁고 농밀해지고, 중심핵의 뜨거운 열을 바깥으로 전달하는 열복사가 일어나기에 충분한 환경이 된다. 이 층에서는 열적 대류는 전혀 일어나지 않는 반면 내부 물질은 위층으로 올라갈수록 냉각된다(700만 켈빈에서 200만 켈빈까지 떨어진다). 이 온도 그래디언트는 단열감률(斷熱減率) 값보다는 작기 때문에 대류 원인이 되지는 않는다. 열은 복사를 통해 이동한다. 수소와 헬륨 이온은 광자를 방출하는데 이는 매우 짧은 거리를 여행한 뒤 다른 이온에 재흡수된다. 복사층 하단에서 최상층으로 올라가면서 밀도는 백분의 일(20 g/cm3에서 0.2 g/cm3)로 떨어진다.
복사층과 대류층 사이에 소위 타코클라인으로 불리는 전이층이 있다. 여기는 대류층의 단일 회전 및 차등 회전 사이에 미묘한 주도권 교체가 일어나, 연속적인 수평층이 다른 층 사이로 미끄러져 들어가는 곳이다. 이 유체 운동은 복사층 위 대류층에서 일어나는 것으로, 대류층 상층부에서 하단부로 이동할수록 그 움직이는 정도가 줄어들면서 대류층 최하단부(복사층 최상단)에서는 매우 조용한 상태가 되어 복사층의 성질과 비슷해진다. 현 시점에서 복사층에서의 자기적 다이너모가 태양의 자기장을 만들어 낸다는 가설이 정립되어 있다(태양 다이너모 문서 참고).

### 대류층
표면에서 20만 킬로미터 깊이(혹은 태양 반지름 70퍼센트 지점)에 이르는 태양 바깥층에서 태양 플라스마는 밀도가 낮아지고 온도가 내려가 내부 열에너지를 복사를 통해 밖으로 전달하지 못하게 된다(이를 ‘충분히 불투명하다’라고 표현하기도 한다). 그 결과 상승류가 뜨거운 물질을 태양의 표면(광구)까지 올려보내는 열적 대류가 발생한다. 이동한 물질이 표면에서 식으면 물질은 대류층 바닥으로 가라앉고, 복사층 상층부에서 열을 공급받는다. 눈에 보이는 태양 표면에서 물질 온도는 5700켈빈까지 떨어지며 밀도는 0.2 g/m3에 불과하다(이는 지구 해수면상 공기 밀도 1만 분의 1에 불과한 값이다).
대류층에서 일어나는 상승류는 태양 표면에 쌀알 무늬 및 초대형 쌀알 무늬를 형성한다. 태양 내부 중 바깥 층에서 일어나는 이 격렬한 대류 활동으로 ‘작은 규모의’ 다이너모가 생겨난다. 이 다이너모는 태양 표면 전역에 걸쳐 자기 북극 및 자기 남극을 형성한다. 태양의 열적 상승류는 베나르 셀의 원리를 보여주며 그 결과 육각기둥 모양을 형성하게 된다.

### 광구

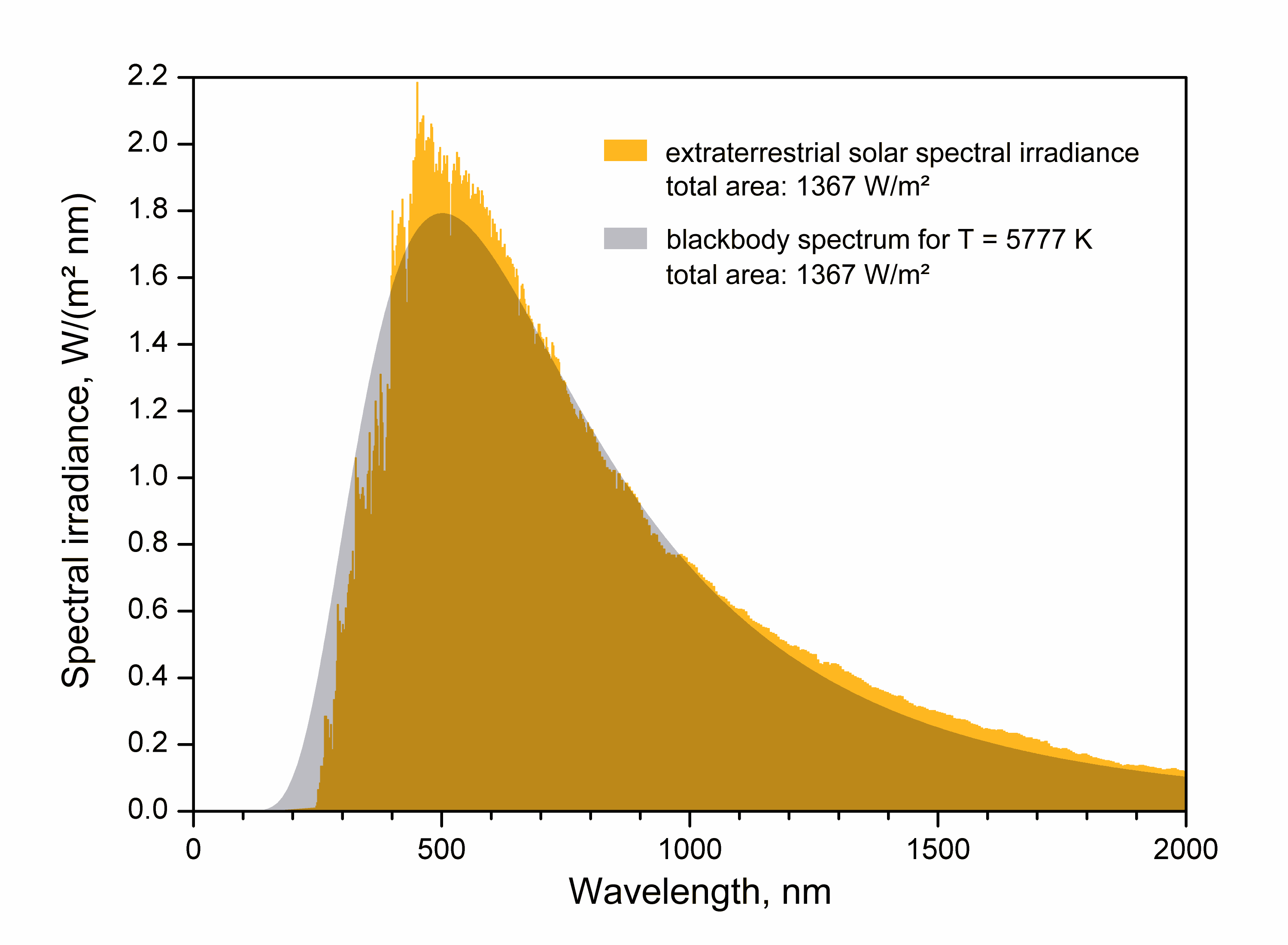
태양의 유효 온도 또는 흑체 온도(5777켈빈)는 태양과 같은 크기의 흑체가 태양과 같은 총(總)복사능을 내기 위해 필요한 온도이다.

광구는 우리 눈이 보지 못하는 태양 표면으로, 태양이 가시광선에 대해 불투명해지는 층 아래 부분에 해당된다. 광구보다 고도가 높은 곳에서 가시광선은 우주로 자유롭게 뻗어 나가며 가시광 에너지는 태양을 완전히 탈출한다. 불투명도가 변하는 이유는 가시광선을 쉽게 흡수하는 H− 이온의 양이 줄어들기 때문이다. 반대로 우리 눈에 보이는 가시광은 전자가 수소 원자와 반응하여 H− 이온을 만들어 낸 결과이다.
광구의 깊이는 수십 ~ 수백 킬로미터로 지구상 공기보다 약간 더 불투명하다. 광구 상층부는 하단보다 온도가 낮기 때문에 태양 그림에서 원반 중심부보다 가장자리(테두리)가 더 어두워 보이는데 이를 주연 감광이라고 부른다. 태양광은 온도 6000켈빈인 흑체와 거의 비슷한 스펙트럼을 보여주는데, 스펙트럼상에는 광구 위 얇은 대기층에서 분산되어 나온 원자 흡수선들이 나타난다. 광구의 입자밀도는 ~1023m−3으로, 이는 지구 대기 해수면상 입자밀도의 1퍼센트 정도다)
광 스펙트럼 연구 태동기 때만 해도 일부 흡수선들은 그때까지 과학자들이 알고 있던 그 어떤 지구상 원소와도 일치하지 않았다. 1868년 노먼 로키어는 이 흡수선들이 있는 이유가 새로운 원소 때문이라는 가설을 세웠고, 이 원소에 그리스 신화 헬리오스 이름을 본따 ‘헬륨’이라는 이름을 붙였다. 그러나 25년 뒤 헬륨은 지구상에 존재하는 물질로 드러났다.

### 대기

개기 일식 때 진행 시간 중 잠깐 동안 맨눈으로 태양 코로나를 볼 수 있다.

태양 광구보다 높은 고도 전체를 통틀어 ‘태양 대기’라고 부른다. 태양 대기는 전파에서 가시광선, 감마선까지 전자기 스펙트럼 전역을 통한 관측이 가능한 망원경으로 볼 수 있다. 태양 대기는 크게 ‘극저온층’, 채층, 천이영역, 코로나, 태양권의 다섯 부분으로 구별된다. 태양의 희박한 외곽 대기로 알려진 태양권은 명왕성 궤도 너머 태양권계면까지 뻗어 있으며, 태양권계면에서 태양권은 성간 매질에 대해 뚜렷한 충격파 경계를 형성한다. 채층, 천이영역, 코로나는 태양 표면보다 훨씬 뜨거운데, 그 이유는 완전히 밝혀지지는 않았으나 알페인파가 코로나를 이처럼 뜨겁게 가열시키기에 충분한 에너지를 가지고 있음이 증거를 통해 드러났다.
태양에서 가장 차가운 층은 광구 위 약 500킬로미터 지점으로 그 온도는 약 4100켈빈이다. 이 곳은 온도가 낮아 일산화 탄소와 물 같은 단순 분자들이 존재 가능한 곳이다(흡수선으로 증명되었다).
극저온층 위 2000킬로미터에 걸쳐 방출 및 흡수선들이 강하게 나타나는데 이 부분을 채층이라고 부른다. 채층은 그리스어로 ‘색’을 뜻하는 chroma에서 온 용어로, 일식의 시작과 끝 부분에서 색깔 있는 빛이 번쩍거리는 형태로 보이는 데에서 이런 이름이 붙었다. 채층의 온도는 고도가 높아지면서 점차 올라가며 최상단에서는 2만 켈빈까지 치솟는다. 채층 상단에서 헬륨은 부분적으로 이온화된다.

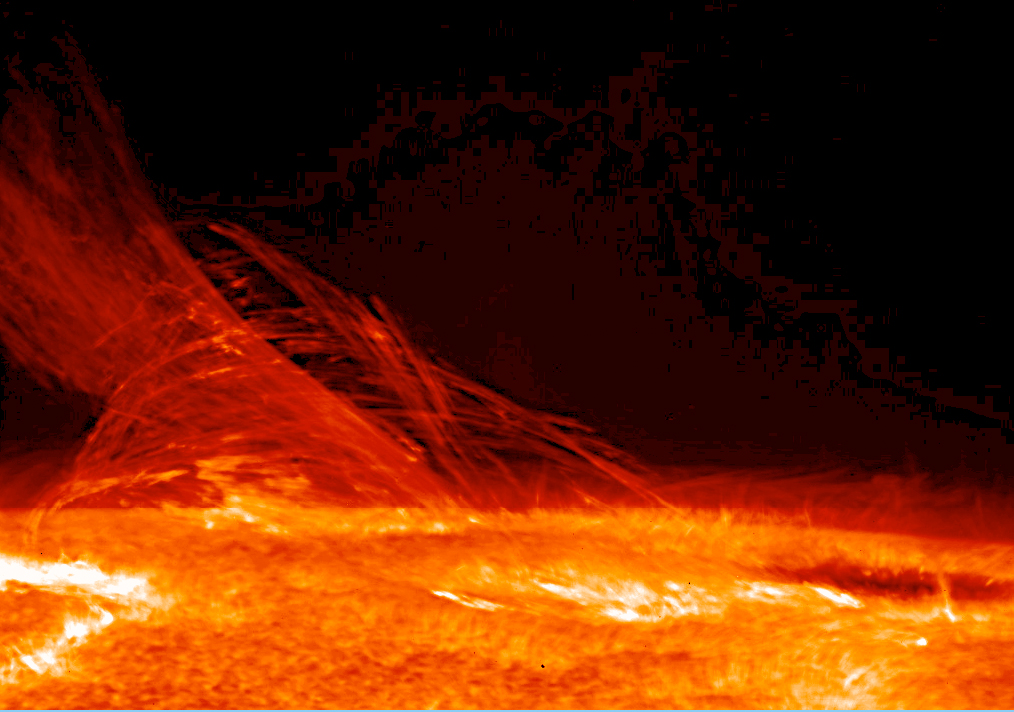
2007년 1월 12일 히노데이에 탑재된 태양 시각 망원경으로 촬영한 사진. 여기에서 서로 다른 자극(磁極)을 연결하는 끈 모양 구조 플라스마가 보인다.

채층 위로 약 200킬로미터 두께의 천이영역이 있는데, 천이영역 최하단에서 상단까지 온도는 2만 켈빈에서 100만 켈빈까지 급격히 치솟는다. 이 급격한 온도 상승 원인은 천이영역 내에서 헬륨이 완전히 이온화되어 플라스마의 복사 냉각을 크게 떨어뜨리기 때문이다. 이 천이영역은 고정된 고도에서 형성되는 것은 아니며 대신 채층 구조 주변에서 스피큘이라는 이름의 무리 및, 혼란스럽게 움직이는 태양홍염을 형성한다. 지구상에서 천이영역을 보기는 쉽지 않으나 전자기 스펙트럼상 자외선에 민감한 관측 기구로 우주에서 태양을 관측하면 쉽게 볼 수 있다.
코로나는 태양에서 확장되어 나온 바깥쪽 대기로 태양 본체보다 부피면에서 훨씬 더 크다. 코로나는 연속적으로 우주 공간으로 확장되어 태양풍을 형성하며 이는 태양계 전체를 채우고 있다. 태양 표면에서 매우 가까운 저층 코로나의 입자 밀도는 약 1015 ~ 1016m−3이다. 코로나와 태양풍의 평균 온도는 약 1,000,000에서 2,000,000 K이지만, 가장 뜨거운 영역의 온도는 8,000,000 ~ 20,000,000 켈빈이다. 이처럼 코로나가 본체 표면보다 훨씬 더 뜨거운 이유를 완벽히 설명하는 이론은 아직 나오지 않았으나 자기 재결합이 최소한 이러한 온도 상승의 원인 가운데 하나로 알려져 있다.
태양풍 플라스마로 가득 채워진 태양 주변의 태양권은 태양반경의 20배 정도 되는 곳부터 태양계 바깥 경계면까지 뻗어 있다. 태양권의 안쪽 경계는 태양풍이 흐르는 속도가 알페인파보다 빨라지는 곳이다. 이 안쪽 경계 바깥쪽의 난류 및 동역학적 힘은 안쪽 태양 코로나의 모양을 바꾸지 못하는데, 그 이유는 정보는 알페인파보다 빠른 속도로 이동할 수 없기 때문이다. 태양풍은 바깥쪽으로 계속하여 태양권을 뚫고 움직이면서 파커 나선 모양의 태양 자기장을 형성하고, 태양과 50천문단위 떨어진 거리에서 태양권계면과 충돌한다. 2004년 12월 보이저 1호는 태양권계면의 일부로 생각되는 충격파 지대를 통과했다. 보이저 1호 및 2호 둘 다 경계면을 지나가면서 고에너지 입자들의 존재를 기록했다.

## 태양과 지구
태양은 항성종족 1 또는 제3세대 별로, 한 개 이상의 가까운 초신성이 영향을 일으켜 생성되었다고 여겨지기도 한다.
이는 태양계 내부에 금이나 우라늄 같은 중원소가 풍부하다는 것에 근거하여 주장되었다. 이러한 원소들은 초신성에서 에너지를 흡수하는 핵반응이나 2세대 별 내부에서 중성자 흡수를 통한 핵변환에 의해 생성되었을 가능성이 있다.
햇빛은 지구의 주요 에너지원이다. 태양과 지구와의 거리는 평균 약 1억 4960만 킬로미터로 1AU이다. 직사광선을 통해 단위 면적에 축적되는 에너지의 양을 태양 상수라 하는데, 1 AU의 거리에서 m2당 1368 와트의 값이 된다.
지구 표면에 도달하는 햇빛은 지구의 대기가 약화시켜 맑은 하늘에 태양이 머리 위에서 비출 때에 m2당 1,000 와트 정도가 된다. 이러한 에너지는 여러 자연적인 합성을 통해 동력으로 변환될 수 있다. 식물의 광합성은 햇빛의 에너지를 화학 물질(산소와 탄소화합물)로 바꾸며, 지표면을 데우거나 태양 전지를 이용해 전기로 바뀌기도 한다. 석유를 비롯한 화석 연료는 오래전에 광합성으로 햇빛이 바뀐 것이다.
태양의 자외선은 살균에 유용하며, 가구나 물의 소독에 사용된다. 자외선은 살갗을 태울 수도 있으며, 피부에서는 햇볕으로 비타민 D를 합성하기도 한다. 자외선은 지구의 오존층이 약화시키며, 이때문에 위도에 따라 자외선 양이 크게 변하여 사람의 피부색이 달라지는 원인이 되기도 한다.
지구에서 관측할 때에, 태양은 1년 동안 하늘을 가로지르게 된다. 매일 같은 시간에 관측할 때에 태양 위치가 변하는 모양을 살펴보면, 남/북 방향의 축을 따라 ‘8’자를 그리고 있음을 알 수 있는데, 이를 ‘아날렘마(analemma)’라 한다. 이는 지구의 자전축이 태양에 대하여 약 23.5˚ 기울어져 있기 때문이며, 남/북으로의 이동은 계절이 구분되는 주요 원인이 된다.
태양이 떠오르거나 서쪽으로 질 때 노루꼬리(그린 플래시)라는 흔치 않은 현상이 발생하기도 한다. 이 현상은 서쪽으로 막 넘어간 태양에서 나온 빛이 역전층을 통과하여 꺾여 관측자의 눈에 들어올 때 생긴다. 파장이 짧은 빛(보라, 파랑, 초록)은 파장이 긴 빛(노랑, 오렌지, 빨강)보다 더 많이 꺾이는데, 보라와 파란색 빛이 좀 더 꺾여서 우리 눈에는 마치 초록색인 것처럼 보이게 된다.
태양은 활발하게 활동하고 있다. 태양에는 11년의 주기로 강도가 바뀌는 자기장이 형성되어 있다. 태양 자기장은 태양활동이라 불리는 여러 현상들을 발생시키는데, 태양 표면의 흑점이나 태양 플레어, 태양풍 등이 이에 속한다. 또한, 지구의 중위도나 고위도에 오로라를 발생시키며, 라디오 전파나 전력을 교란시키기도 한다. 태양활동은 또한 태양계 형성과 발전에 기여하기도 했다. 태양활동은 또한 지구 외부 대기의 구조를 변화시킨다.
태양은 지구와 가장 가까운 항성이고, 과학자들이 심층적으로 연구하였지만, 태양에 대한 의문점은 남아 있다. 근래에는 태양 흑점의 규칙적인 활동주기, 코로나의 물리와 기원, 태양풍의 기원 등이 화제가 되었다.

## 태양의 자기장
지구의 자기장과 마찬가지로, 태양의 남·북 양극에 플러스·마이너스의 자기장같은 것이 보인다. 이것은 태양의 일반 자기장이라고 불리고 있다. 그러나 이 자기장은 극 가까이에서 겨우 1가우스 정도인데, 이것도 일정한 값이 아니고 태양활동의 주기에 따라 변동한다. 즉, 태양활동 극소기에는 분명히 보이나 태양 활동기에는 소멸하고, 주기가 진행함에 따라 극성의 플러스·마이너스가 역전한다. 흑점 자기장의 극성도 11년 주기로 역전한다. 일반적으로 흑점군의 자기장은 동·서로 나란한 쌍극을 보이는데, 태양의 북반구에서 동쪽 흑점이 플러스, 서쪽이 마이너스인 시기에는, 남반구에 나타나는 흑점군에서는 이 반대가 되어 있다. 이 상태가 다음의 태양 활동기에서는 완전히 역전하여 나타난다. 백반에도 100가우스 정도의 자기장이 존재한다. 이 밖에 광구에는 군데군데 10가우스 정도의 단극성 자기장을 가지는 곳이 점재(點在)한다. 게다가 자세히 관측할수록 자기장이 아주 좁은 영역에 집중하여 점재하며, 강한 자기장을 가지고 있음이 밝혀졌다. 이들이 분포하고 있는 자기장의 플러스·마이너스의 차를 잡아 보면, 어떤 영역에서는 플러스가 많고, 다른 영역에서는 마이너스가 많음을 알 수 있다. 그리고 이들 장소는 2, 3년에 걸쳐서 일정하며, 행성간 공간의 자기장(자기장으로서는 아주 약하다)까지 그 영향을 받고 있다. 즉 태양의 자전에 따라 행성간 공간의 자기장도 회전하고 있으며, 지구 부근에서도 그 극성이 플러스가 되기도 하고 마이너스가 되기도 한다. 태양의 자기장은 현재도 아직 풀리지 않는 수수께끼의 하나로 남아 있다.

## 육안 관찰

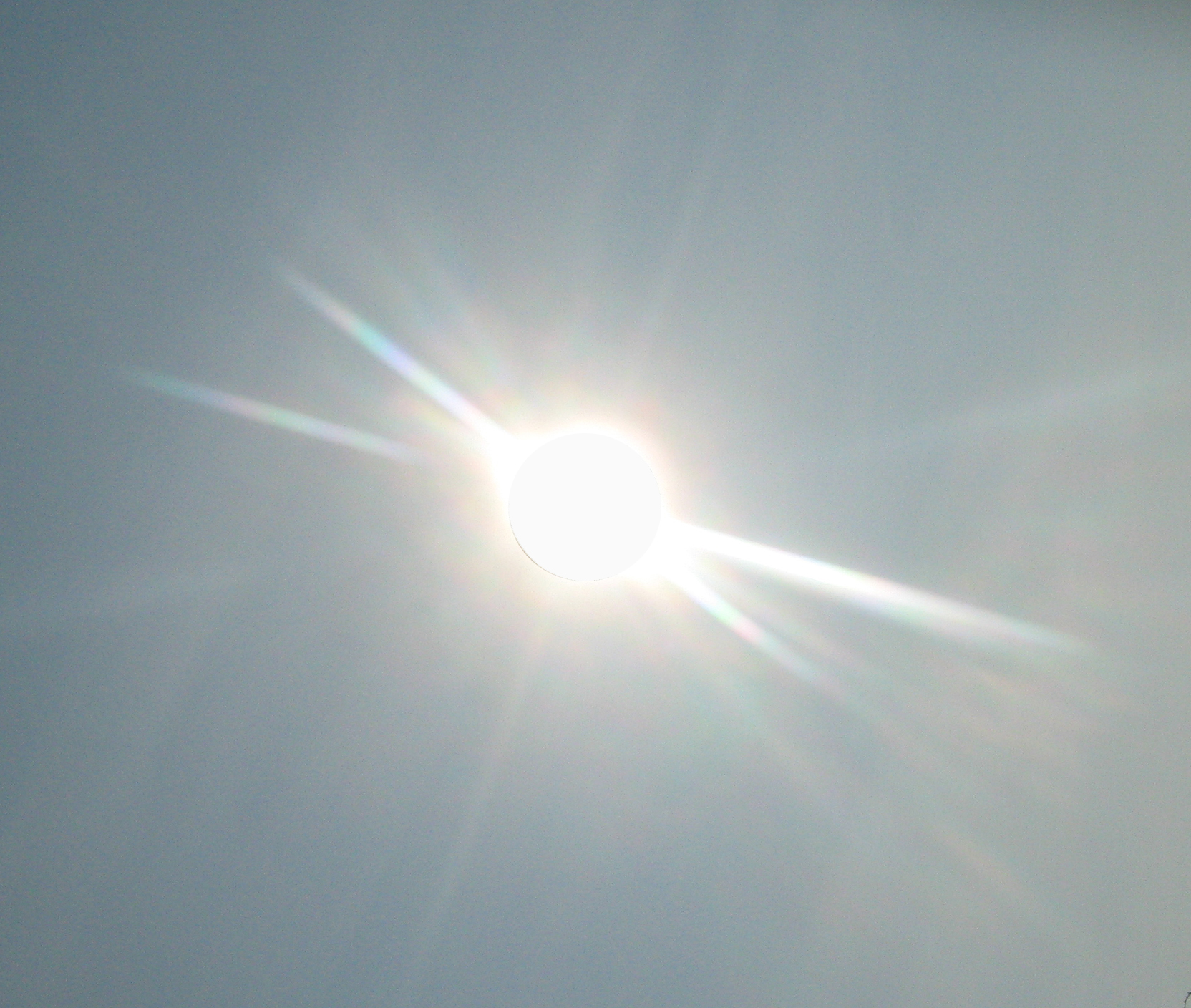
지구에서 관측되는 태양은 렌즈에 의한 눈부심을 동반한다. 태양을 직접 바라볼 때도 눈에는 이와 같은 눈부심 현상이 나타난다.

태양의 밝기로 인해 맨눈으로 직접 바라보면 고통을 느낄 수 있다. 그러나 정상적인 비확장 동공 상태에서 짧은 시간 동안 바라보는 것은 해롭지 않다. 태양을 직접 응시하는 행위(양지받이)는 안내섬광 시각 현상과 일시적인 부분 실명을 유발한다. 또한 약 4밀리와트의 태양광이 망막에 전달되어 망막을 약간 가열시키며, 이는 밝기에 적절히 반응하지 못하는 눈에 잠재적 손상을 줄 수 있다. 맨눈으로 태양을 직접 보는 것은 약 100초 후부터 자외선에 의한 일광화상과 유사한 망막 병변을 유발할 수 있으며, 특히 태양으로부터의 자외선이 강하고 잘 집중된 조건에서 그러하다.
쌍안경과 같은 광선 집중 광학 기기를 통해 태양을 보는 것은 자외선을 차단하고 태양광을 상당히 감소시키는 적절한 필터가 없을 경우 망막에 영구적 손상을 줄 수 있다. 감광 필터를 사용하여 태양을 관찰할 때는 그 목적을 위해 특별히 설계된 필터를 사용해야 한다. 자외선이나 적외선을 통과시키는 일부 즉석 제작 필터는 고휘도에서 실제로 눈에 해를 줄 수 있다. 필터가 없는 망원경을 통해 정오의 태양을 잠깐 보는 것만으로도 영구적인 손상을 입을 수 있다.
일출과 일몰 시에는 지구 대기를 통과하는 경로가 특히 길어 레일리 산란과 미 산란으로 인해 태양광이 감쇄된다. 이때 태양은 맨눈으로 편안하게 볼 수 있거나 광학 기기를 통해 안전하게 관찰할 수 있을 정도로 흐려지기도 한다(단, 구름 사이로 갑자기 밝은 태양광이 나타날 위험이 없는 경우에 한한다). 안개 낀 날씨, 대기 중의 먼지, 높은 습도는 이러한 대기 감쇄에 기여한다.
녹색 광선이라고 알려진 광학 현상은 때때로 일몰 직후나 일출 직전에 관찰될 수 있다. 이 현상은 지평선 바로 아래에 있는 태양으로부터의 빛이 (주로 온도 역전 현상을 통해) 관찰자 쪽으로 굴절되어 발생한다. 짧은 파장의 빛(보라색, 파란색, 녹색)이 긴 파장의 빛(노란색, 주황색, 빨간색)보다 더 많이 굴절되지만, 보라색과 파란색 빛은 더 많이 산란되어 결과적으로 녹색으로 인식되는 빛만이 남게 된다.

## 태양과 고대 문화
동아시아에서 태양을 큰 양(陽)의 기운만이 모인 것으로 보아 ‘태양’이라 불렀다. 각국 고대문화에서 태양신을 기념하였으며, 스톤헨지 같은 특정 시기의 태양 위치를 표시하는 거석문화를 남기기도 했다.

### 동아시아의 문화
태양은 임금을 상징하였으며, 흑점이나 일식은 좋지 않은 조짐으로 여겨졌다. 한국에서는 삼국시대 이후로 이러한 태양과 관련된 변화를 관측, 예측하기 위한 관리를 두었으며, 고구려에서는 일(日) 신에 해마다 제사를 지냈다. 제사를 포함한 일상 생활의 기준이 되는 태음태양력 또한 태양과 달을 기준으로 한 것이다.

### 고대 이집트의 문화
이집트 신화에서 파라오는 태양신 라의 아들로 여겨졌고, 이 때문에 고대 이집트 사회에서 태양은 매우 신성시된 존재였다. 사실 태양신의 지위는 라이외에도 호루스, 아문, 아톤과 같이 주신으로 간주된 신은 모두 태양신으로 불렸을 만큼 이집트에서 태양은 권력을 상징하는 존재였다.

## 태양의 일생
태양은 주계열성 단계에 있으며, 나이는 핵우주 연대학 및 항성진화 컴퓨터 모형에 따르면 45억 6720만 년이다. 45억 6700만년 전 수소 분자구름의 빠른 중력 붕괴로 황소자리 T형 종족I 항성이자 3세대 항성인 태양이 탄생했다.
그리고 45억 3200만년전 중심핵에서 양성자-양성자 연쇄 반응을 시작하여 주계열 단계로 진입하였다.
태양은 중심핵에서 수소를 태워 헬륨으로 바꾸는 핵융합 작용을 하는, 주계열성 단계 중반부에 접어든 상태이다. 태양 핵은 초당 물질 4백만 톤을 에너지로 바꾸고 있으며, 중성미자와 태양 복사 에너지를 생산한다. 이 속도라면 태양은 일생 동안 지구질량 100배에 해당하는 물질을 에너지로 바꿀 것이다. 태양은 주계열 단계에서 약 109억 년을 머무를 것이다.
태양은 질량이 작아 초신성 폭발을 일으키지 못하는 대신, 적색거성으로 부풀어오를 것이다.
지구가 어떻게 될지는 확실하지 않다. 태양은 지구 궤도까지 부풀 것으로 예상하지만, 적색 거성 단계인 태양은 질량을 잃은 상태이므로 지구를 포함한 행성들은 현재 위치보다 뒤로 물러나게 된다. 이러면 지구는 태양에 흡수되지 않는다. 그러나 새로운 이론에 따르면, 지구는 태양의 기조력으로 말미암아 태양에 흡수될 것으로 예상하고 있다. 지구가 살아남더라도 바다는 끓어서 기체로 변해 대기와 함께 우주 공간으로 달아날 것이다. 사실 주계열성 단계에서도 태양은 서서히 밝아지면서 표면 온도가 올라가고 있다. 점진적으로 태양 광도가 커져 약 7억 년 내 지구는 인간이 살 수 없는 환경으로 바뀔 것이다. 이 때가 되면 생명체는 지구상에 존재할 수 없게 된다. 동식물이 멸종하며 지구내부에서 나오는 온실기체를 정화시킬 수 있는 수단이 없어진다. 따라서 온도는 급속히 오르게 되며 동식물이 멸종된 지 1억 년도 채 안 돼서 지구표면은 끓는점에 도달하게 된다. 바닷물이 끓게 되면 대기 중에 수분이 10~20% 차지하게 되며 물이 산소와 수소로 분리된 후 수소는 우주공간으로 날아가게 된다. 따라서 8억 년 내로 지구의 바닷물은 모두 증발하여 사라질 것이다.
8억년 후 지구는 물도 없는 황량한 사막과 같이 될 것이며 황산과 온실기체로 이루어진 구름이 표면을 덮을 것이며 금성표면처럼 뜨거워질 것이다.
더 시간이 가서 태양이 더 밝아지면 결국에는 지구에 있는 것이 다 타버릴 것이다.
태양이 점차 밝아지면서 지구의 남은 대기마저도 날아가게 될 것이다.
64억년 후 태양은 중심핵에서 수소핵융합을 마치고 준거성 단계로 진입할 것이다. 71억 년이 지나면 태양은 적색 거성으로 진화할 것이다. 중심핵에 있는 수소가 소진되면서 핵은 수축하고 가열된다. 이와 함께 태양 외곽 대기는 팽창한다. 중심핵이 1억 켈빈에 이르면 헬륨 융합이 시작되고 탄소와 산소가 생성될 것이며, 78억 년 뒤에는 행성상 성운 단계인 점근거성가지에 속하게 된다. 이 단계에서 태양 내부 온도는 불안정해지면서 항성 외부로 질량을 방출하게 된다.
적색 거성 단계에서 태양은 극심한 맥동 현상을 일으키며 외곽 대기를 우주 공간으로 방출하면서 행성상 성운을 이루게 된다. 외층이 탈출한 뒤 극도로 뜨거운 중심핵이 남을 것이다. 이 중심핵은 천천히 식으면서 수십억 년에 걸쳐 어두워지면서 백색 왜성이 된다. 이 항성진화 시나리오는 질량이 태양과 비슷하거나 좀 더 무거운 별들이 겪는 운명이다.

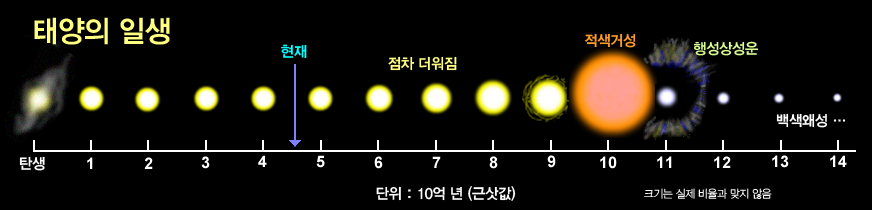
태양의 일생. 태양은 약 109억 년 동안 주계열성 상태를 유지할 수 있다.

만악 지구가 태양의 적색거성 단계까지 버텼다 하더라도 적색거성이 된 태양은 표면 온도는 낮지만 지구로 방출시키는 열이 기하급수적으로 많아져서 지구는 뜨거운 열을 견디지 못하고 지표면에 있는 암석마저 녹아내려 지구는 마그마 바다가 된다.

## 같이 보기
- 태양 에너지
- 태양광
- 태양핵
- 달
- 태양계
- 수성
- 금성
- 지구
- 화성
- 목성
- 토성
- 천왕성
- 해왕성
- 명왕성